# Loxophlebia leucothema
Loxophlebia leucothema är en fjärilsart som beskrevs av Dyar. Loxophlebia leucothema ingår i släktet Loxophlebia och familjen björnspinnare. Inga underarter finns listade i Catalogue of Life.